# Paweł Golusiński
Paweł Jerzy Golusiński – polski otolaryngolog  profesor nauk medycznych i nauk o zdrowiu.

## Życiorys
W 2005 ukończył studia medyczne w Akademii Medycznej im. Karola Marcinkowskiego w Poznaniu, w 2010 obronił pracę doktorską pt. Analiza występowania wirusów HPV16 i 18 oraz mutacji w genie TP53 w rakach płaskonabłonkowych głowy i szyi, której promotorem był prof. Andrzej Mackiewicz, w 2016 habilitował się na podstawie pracy zatytułowanej Rak płaskonabłonkowy głowy i szyi. Etiopatogeneza, czynniki ryzyka oraz współczesne metody diagnostyki i leczenia. W 2023 uzyskał tytuł profesora nauk medycznych i nauk o zdrowiu.
Został zatrudniony w Wielkopolskim Centrum Onkologii im. Marii Skłodowskiej-Curie, w Collegium Medicum Uniwersytetu Zielonogórskiego i na Uniwersytecie Medycznym im. Karola Marcinkowskiego w Poznaniu.